# Kalher
Kalher es una  ciudad censal situada en el distrito de Thane en el estado de Maharashtra (India). Su población es de 15573 habitantes (2011). Se encuentra a 8 km de Thane y a 40 km de Bombay.

## Demografía
Según el censo de 2011 la población de Kalher era de 15573 habitantes, de los cuales 8701 eran hombres y 6872 eran mujeres. Kalher tiene una tasa media de alfabetización del 90,40%, superior a la media estatal del 82,34%: la alfabetización masculina es del 94,13%, y la alfabetización femenina del 85,58%.